# CCNYL2
La ciclina Y 2L (CCNYL2) es una proteína miembro de la familia de las ciclinas Y y codificada en humanos por el gen CCNYL2. Existen dos isoformas de la molécula. El gen se expresa a bajos niveles durante el ciclo celular. Contiene 11 intrones caracterizados por la secencia repetitiva, y que cumple la regla canónica de empalme, GT-AG y produciendo tres ARN mensajeros. La expresión del gen produce varias proteínas asociadas a fenotipos no específicos, pero se ha propuesto que participa en un proceso que regula la progresión de la célula a través del ciclo celular.

## Interacciones
La proteína CCNYL2 ha demostrado ser capaz de interaccionar con USP54 (una peptidasa), la calnexina (una lecitina) y CUL1.
Se ha notado que, en modelos animales, varios medicamentos interfieren con la expresión del mRNA de la ciclina JL, incluyendo la TCDD (la dioxina más potente), la ciclosporina, el ácido fólico y la metionina.